# Liste der Bodendenkmäler in Hammelburg
Auf dieser Seite sind die Bodendenkmäler in der unterfränkischen Stadt Hammelburg zusammengestellt. Diese Tabelle ist eine Teilliste der Liste der Bodendenkmäler in Bayern. Grundlage ist die Bayerische Denkmalliste, die auf Basis des Bayerischen Denkmalschutzgesetzes vom 1. Oktober 1973 erstmals erstellt wurde und seither durch das Bayerische Landesamt für Denkmalpflege geführt wird. Die folgenden Angaben ersetzen nicht die rechtsverbindliche Auskunft der Denkmalschutzbehörde.

## Bodendenkmäler in Hammelburg
| Lage       | Objekt                                                                                                 | Akten-Nr.     | Bild |
| ---------- | --- | ------------- | ---- |
| (Standort) | Bestattungsplatz mit Grabhügeln vorgeschichtlicher Zeitstellung mit Bestattungen                       | D-6-5824-0001 |      |
| (Standort) | Bestattungsplatz mit Grabhügeln vorgeschichtlicher Zeitstellung mit Bestattungen                       | D-6-5824-0002 |      |
| (Standort) | Bestattungsplatz mit Grabhügeln vorgeschichtlicher Zeitstellung.                                       | D-6-5824-0003 |      |
| (Standort) | Bestattungsplatz mit Grabhügeln vorgeschichtlicher Zeitstellung mit Bestattungen                       | D-6-5824-0004 |      |
| (Standort) | Vorgeschichtliche Höhensiedlung und frühmittelalterlicher Ringwall „Sodenberg“.                        | D-6-5824-0005 |      |
| (Standort) | Freilandstation des Mesolithikums, Siedlung vorgeschichtlicher Zeitstellung und Wüstung                | D-6-5824-0020 |      |
| (Standort) | Untertägige Teile der frühneuzeitlichen Kath. Kirche St. Cyriakus in Morlesau                          | D-6-5824-0022 |      |
| (Standort) | Untertägige Teile der spätmittelalterlichen bis frühneuzeitlichen Kath. Kirche St. Ottilia             | D-6-5824-0024 |      |
| (Standort) | Archäologische Befunde im Bereich der spätmittelalterlichen Burgruine Arnstein.                        | D-6-5824-0056 |      |
| (Standort) | Bestattungsplatz mit Grabhügeln vorgeschichtlicher Zeitstellung.                                       | D-6-5824-0057 |      |
| (Standort) | Bestattungsplatz mit Grabhügeln vorgeschichtlicher Zeitstellung.                                       | D-6-5824-0059 |      |
| (Standort) | Siedlung der Linearbandkeramik, der Urnenfelderzeit, der Frühlatènezeit                                | D-6-5825-0010 |      |
| (Standort) | Siedlung der Hallstattzeit.                                                                            | D-6-5825-0011 |      |
| (Standort) | Siedlung der Römischen Kaiserzeit.                                                                     | D-6-5825-0012 |      |
| (Standort) | Körpergräber der Merowingerzeit.                                                                       | D-6-5825-0014 |      |
| (Standort) | Siedlung der Linearbandkeramik.                                                                        | D-6-5825-0017 |      |
| (Standort) | Bestattungsplatz mit Grabhügeln vorgeschichtlicher Zeitstellung.                                       | D-6-5825-0018 |      |
| (Standort) | Bestattungsplatz mit verebneten Grabhügeln vorgeschichtlicher Zeitstellung.                            | D-6-5825-0019 |      |
| (Standort) | Mittelalterlicher Burgstall „Altenburg“.                                                               | D-6-5825-0020 |      |
| (Standort) | Mittelalterliche Wüstung.                                                                              | D-6-5825-0021 |      |
| (Standort) | Körpergräber der Merowingerzeit.                                                                       | D-6-5825-0022 |      |
| (Standort) | Siedlung der jüngeren Latènezeit.                                                                      | D-6-5825-0023 |      |
| (Standort) | Siedlung der frühen Latènezeit.                                                                        | D-6-5825-0036 |      |
| (Standort) | Untertägige Teile der spätmittelalterlichen Kath. Pfarrkirche St. Johann Baptist                       | D-6-5825-0037 |      |
| (Standort) | Siedlung vor- und frühgeschichtlicher Zeitstellung.                                                    | D-6-5825-0039 |      |
| (Standort) | Körpergräber vor- und frühgeschichtlicher oder mittelalterlicher Zeitstellung.                         | D-6-5825-0040 |      |
| (Standort) | Untertägige Teile der alten Kath. Pfarrkirche St. Georg und der Kirchengadenanlage                     | D-6-5825-0041 |      |
| (Standort) | Untertägige Teile des frühneuzeitlichen Franziskanerklosters „Altstadt“ sowie Wüstung des Mittelalters | D-6-5825-0042 |      |
| (Standort) | Untertägige Teile der hochmittelalterlichen bis frühneuzeitlichen Burg Saaleck                         | D-6-5825-0043 |      |
| (Standort) | Archäologische Befunde der ehem. Dorfbestigung des Mittelalters und der frühen Neuzeit                 | D-6-5825-0044 |      |
| (Standort) | Mittelalterliche und frühneuzeitliche Altstadt von Hammelburg.                                         | D-6-5825-0045 |      |
| (Standort) | Fundamente der abgegangenen spätmittelalterlichen bis frühneuzeitlichen Marienkirche                   | D-6-5825-0046 |      |
| (Standort) | Siedlung vorgeschichtlicher Zeitstellung.                                                              | D-6-5825-0047 |      |
| (Standort) | Untertägige Teile der im Kern spätmittelalterlichen Spitalkirche St. Nikolaus                          | D-6-5825-0067 |      |
| (Standort) | Untertägige Teile erhaltener Abschnitte sowie Fundamente abgegangener Partien                          | D-6-5825-0068 |      |
| (Standort) | Untertägige Teile und Fundamente eines mittelalterlichen Vorgängerbaus der Kath. Kirche                | D-6-5825-0071 |      |
| (Standort) | Untertägige Teile und Fundamente mittelalterlicher und frühneuzeitlicher Vorgängerbauten               | D-6-5825-0073 |      |
| (Standort) | Fundamente mittelalterlicher Vorgängerbauten der Kath. Kirche St. Georg                                | D-6-5825-0077 |      |
| (Standort) | Untertägige Teile der spätmittelalterlichen bis frühneuzeitlichen Kath. Kirche St. Leonhard            | D-6-5825-0080 |      |
| (Standort) | Untertägige Teile der spätmittelalterlichen Kath. Kirche Mariä Geburt in Untereschenbach               | D-6-5825-0082 |      |
| (Standort) | Fundamente mittelalterlicher Vorgängerbauten der Kath. Pfarrkirche St. Martin                          | D-6-5825-0084 |      |
| (Standort) | Untertägige Teile der hochmittelalterlichen bis frühneuzeitlichen Kath. Kirche St. Petrus              | D-6-5825-0088 |      |
| (Standort) | Siedlung vorgeschichtlicher Zeitstellung und des frühen Mittelalters.                                  | D-6-5825-0105 |      |
| (Standort) | Freilandstation des Mesolithikums und Siedlung vorgeschichtlicher Zeitstellung.                        | D-6-5825-0110 |      |
| (Standort) | Bestattungsplatz mit Grabhügeln vorgeschichtlicher Zeitstellung mit Bestattungen                       | D-6-5924-0005 |      |
| (Standort) | Archäologische Befunde des späten Mittelalters und der frühen Neuzeit                                  | D-6-5924-0082 |      |
| (Standort) | Siedlung der Linearbandkeramik.                                                                        | D-6-5925-0001 |      |
| (Standort) | Bestattungsplatz mit Grabhügeln vorgeschichtlicher Zeitstellung.                                       | D-6-5925-0003 |      |
| (Standort) | Bestattungsplatz mit verebneten Grabhügeln vorgeschichtlicher Zeitstellung.                            | D-6-5925-0038 |      |
| (Standort) | Archäologische Befunde des Mittelalters und der frühen Neuzeit                                         | D-6-5925-0051 |      |
| (Standort) | Bergbauareal mit verstürztem Schacht einer neuzeitlichen Eisengrube.                                   | D-6-5925-0053 |      |
| (Standort) | Archäologische Befunde des Mittelalters und der frühen Neuzeit                                         | D-6-5925-0059 |      |
| (Standort) | Archäologische Befunde des Mittelalters und der frühen Neuzeit                                         | D-6-5925-0065 |      |
| (Standort) | Archäologische Befunde des Mittelalters und der frühen Neuzeit                                         | D-6-5925-0066 |      |
| (Standort) | Archäologische Befunde des Mittelalters und der frühen Neuzeit                                         | D-6-5925-0067 |      |
| (Standort) | Untertägige Teile der frühneuzeitlichen Kath. Pfarrkirche St. Sebastian in Gauaschach                  | D-6-5925-0069 |      |
| (Standort) | Bestattungsplatz mit Grabhügel vorgeschichtlicher Zeitstellung.                                        | D-6-5925-0093 |      |